# 5235 Jean-Loup
5235 Jean-Loup là một tiểu hành tinh vành đai chính với chu kỳ quỹ đạo là 1271.4366425 ngày (3.48 năm).
Nó được phát hiện ngày 16 tháng 9 năm 1990.